# Heiko Aufdermauer
Heiko Aufdermauer (* 1976 in Fürth) ist ein deutscher Filmregisseur, Experimentalfilmer, Autor und Kameramann.

## Leben
Aufdermauer absolvierte das Abitur und reiste anschließend für ein Jahr mit dem Fahrrad durch Afrika, studierte seit 1998 Theaterwissenschaften an der Humboldt-Universität Berlin und schloss 2001 das Grundstudium ab. Parallel dazu gründete er 1998 ein Nothilfeprojekt für Straßenkinder in Rumänien. Zwischen 1999 und 2001 arbeitete er bei der Firma Movie.Express Film & Fernsehdienstleistungen. Von 2001 bis 2007 studierte er Regie an der Hochschule für Film und Fernsehen „Konrad Wolf“ in Potsdam. Zeit der Fische ist sein Abschlussfilm, welcher 2007 in der Kategorie Spielfilme für den First Steps Award nominiert wurde. Aufdermauer absolvierte 2008/2009 ein postgraduales Studium in Kolkata in Indien. Parallel dazu stellt Aufdermauer Musikvideos, Fashion Filme und experimentelle Arbeiten mit seiner 2010 gegründeten Firma silentfilm her. Mit Berlin Bytch Love, einem mehrfach preisgekrönten Dokumentarfilm über zwei Jugendliche, die auf der Straße leben, präsentierte er seine erste lange dokumentarische Arbeit.

## Werke

### Filmografie (Auswahl)
- 2000: Die Schleife (Kurzfilm)
- 2001: Der Sprung (Kurzfilm)
- 2002: Nie Wieder (Kurzfilm)
- 2003: Trois Fois Moi (Experimentalfilm)
- 2003: Unter uns ist Japan (Dokumentarfilm, 13 min)
- 2004: Jusuf (Kurzfilm)
- 2005: Mother Durga (Kurzfilm, Alternativtitel Göttliche Durga und Divine Durga)[6]
- 2005: Der zweite Blick (Experimentalfilm)
- 2007: Zeit der Fische (Spielfilm)
- 2007: Zaar (Kurzfilm, 14min)[7]
- 2010: Die fünfte Farbe, in der Drehbuchentwicklung unter anderem vom Kultusministerium der Türkei gefördert[8][9]
- 2011: Loft (Kurzfilm)
- 2011: Sailor & Lu (Kurzfilm, 3:17 min)[10]
- 2011: Juliane, der Kommissar und Harry (Kurzfilm)[11]
- 2011: Hase hautnah (Kurzfilm, 3:20 min)[12]
- 2011: Sinha (Kurzfilm, 2:10 min)[13]
- 2013: Melove - love your nature (Werbung, 1:49 min)[14]
- 2013: Du sollst nicht lügen (Kurzfilm, 2:49 min)[15]
- 2015: Die Taucherin (Kurzfilm 11 min)
- 2022: Berlin Bytch Love (Dokumentarfilm 86min)
- 2024: Sophie - ich bleibe immer seine Mama (ZDF 37 Grad)
- 2024: Dobralak – Ein Dorf kämpft gegen sein Verschwinden (arte 360 Grad Reportage)

(Quelle:)

### Buch
- Heiko Aufdermauer: Nimm mir mein Ich. Über metaphysische Elemente im Amerikanischen Independent Kino. VDM Verlag Dr. Müller, Saarbrücken 2011.

## Auszeichnungen (Auswahl)
- 2007 Nominierung des Films Zeit der Fische für den First Steps Award[3]
- 2007 Förderpreis Deutscher Film auf den Internationalen Hofer Filmtagen für die Kameraführung von Zeit der Fische[16]
- 2016 Best use of music für LE Fruit Noir Berlin Fashion Film Festival
- 2022 Nominierung von Berlin Bytch Love in drei Kategorien beim DOK.fest München
- 2022 Auszeichnung von Berlin Bytch Love als "Bester langer Dokumentarfilm" beim DOC Berlin
- 2023 Nominierung von Berlin Bytch Love für den Deutschen Dokumentarfilmpreis.[17] Den Preis gewannen allerdings die Filme Kash Kash und When Spring Came to Bucha.[18]